# Nessun dorma

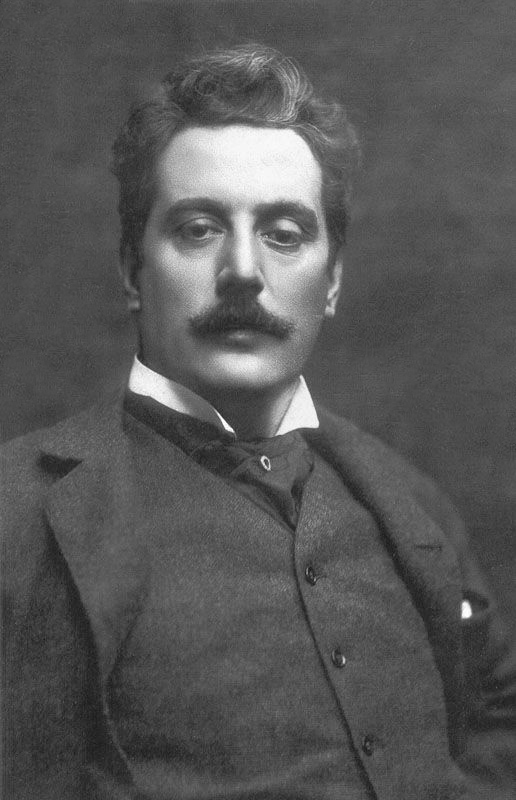
Giacomo Puccini

Nessun dorma è una celebre romanza per tenore dell'opera lirica Turandot di Giacomo Puccini.
Considerata come una delle più grandi romanze della storia della musica, è intonata dal personaggio del principe tartaro Calaf all'inizio del terzo ed ultimo atto dell'opera. Immerso nella notte di Pechino, in totale solitudine, il "Principe ignoto" attende il sorgere del giorno, quando potrà finalmente conquistare l'amore di Turandot, la bellissima principessa di ghiaccio. 
Il primo a interpretarla in pubblico fu il tenore spagnolo Miguel Fleta nella prima assoluta del 1926.

## La musica
La struttura della romanza è basata sull'alternanza tra strofa e ritornello.
Durante la strofa il canto del tenore non si espande oltre lo stile di un arioso e il discorso musicale è condotto dall'orchestra, le cui armonie, estremamente piccanti, sono addolcite da una timbrica diafana, basata su archi con sordina, arpa, celesta e legni.
La strofa sfocia senza soluzione di continuità in un ritornello costituito da una frase di otto battute basata su una melodia in re maggiore di ampio respiro, costruita su versi novenari ben cadenzati, con gli accenti fissi sulle sedi quarta e ottava. Il canto è reso espressivo dalle delicate dissonanze di seconda tra le note accentate (che coincidono con le sillabe pari) e gli accordi dell'orchestra.
Dopo una ripresa scorciata della strofa, di sole quattro battute, la melodia del ritornello viene intonata dal coro dietro la scena, che sostenuto dal tremolo degli archi riprende le parole del principe, mostrando il rovescio della medaglia, ossia rammentando le minacce di morte della principessa, qualora prima dell'alba nessuno fosse riuscito a scoprire il nome dello straniero («Il nome suo nessun saprà / E noi dovremo, ahimè, morir!»). Calaf completa la melodia con nuovo slancio e la romanza termina con una breve coda sulla parola «vincerò». La voce del tenore tocca il si acuto, ma l'impeto eroico è ammorbidito, alla maniera di Puccini, facendo scivolare la voce alla nota inferiore, mentre l'orchestra riprende a tutta forza la melodia principale in una perorazione finale.
Il brano non conclude con una cadenza, bensì modula immediatamente nel successivo quartettino tra Calaf e le tre Maschere. Per ragioni pratiche, quando la romanza è eseguita in forma di concerto, vi si aggiunge una sbrigativa e prevedibile cadenza finale, lontana dallo stile dell'autore.

## Il testo poetico
Nell'atto precedente a quest'aria, Calaf ha affrontato in incognito i tre enigmi posti a tutti i potenziali pretendenti della principessa Turandot e li ha superati, di conseguenza la donna dovrebbe sposarlo. Calaf le propone quindi una sfida a sua volta, chiedendole di indovinare il suo nome entro l'alba. Mentre si inginocchia davanti a lei, il tema "Nessun dorma" fa la sua prima apparizione, secondo le sue parole, "Il mio nome non sai!". Se Turandot indovina il nome di Calaf, potrà condannarlo a morte, diversamente dovrà sposarlo. La principessa decreta quindi che nessuno dei suoi sudditi potrà dormire quella notte, fino a quando non verrà scoperto il nome del principe. Se falliscono, tutti saranno uccisi.
Quando si apre l'atto finale, è notte e Calaf, solo nei giardini del palazzo illuminati dalla luna, sente in lontananza gli araldi di Turandot che proclamano i suoi comandi. La sua aria inizia con un'eco del loro pianto ed una riflessione sulla principessa Turandot:
| Libretto Il principe ignoto Nessun dorma!... Tu pure, o Principessa, Nella tua fredda stanza Guardi le stelle Che tremano d'amore e di speranza. Ma il mio mistero è chiuso in me, Il nome mio nessun saprà! Solo quando la luce splenderà, Sulla tua bocca lo dirò fremente!... Ed il mio bacio scioglierà il silenzio Che ti fa mia!... Voci di donne (le stelle) Il nome suo nessun saprà... E noi dovremo, ahimè, morir!... Il principe ignoto Dilegua, o notte!... Tramontate, stelle!... All'alba vincerò!... | Spartito Il principe ignoto Nessun dorma! Nessun dorma! Tu pure, o Principessa, nella tua fredda stanza guardi le stelle che tremano d'amore e di speranza... Ma il mio mistero è chiuso in me, il nome mio nessun saprà! No, no, sulla tua bocca lo dirò, quando la luce splenderà! Ed il mio bacio scioglierà il silenzio che ti fa mia. Voci di donne (le stelle) Il nome suo nessun saprà... E noi dovrem, ahimè, morir, morir! Il principe ignoto Dilegua, o notte! Tramontate, stelle! Tramontate, stelle! All'alba vincerò! Vincerò! Vincerò! |

Nel finale dell'opera scritto dal compositore Franco Alfano, il coro intona l'aria finale, sulle stesse note del Nessun dorma:
| Libretto Voci di donne O sole! Vita! Eternità! Luce del mondo è amore! Tutti Ride e canta nel sole L'infinita nostra felicità! Gloria a te! Gloria a te! | Spartito Voci di donne (le stelle) O sole! Vita! Eternità! Luce del mondo è amore! Tutti Ride e canta nel sole L'infinita nostra felicità! Gloria a te! Gloria a te! |